# Gabriel Cichero
Gabriel Alejandro Cichero Konarek (Caracas, Distrito Federal, Venezuela, 25 de abril de 1984) es un exfutbolista venezolano que jugaba como defensa y su último equipo fue el Unió Atlètica d'Horta de la Tercera División de España.

## Biografía
Cichero comenzó su carrera profesional en la Primera División de Uruguay en el club Montevideo Wanderers, participando en 35 partidos y marcando un gol. Cichero, viajó a Uruguay a los 17 años y dos meses después se encontraba entrenando con la selección de fútbol sub-20 de Uruguay. Fue convocado por dicha selección pero este se negó. Dos días después asistiría a la convocatoria del entrenador de la selección de fútbol de Venezuela, Richard Páez.
Durante el mes de enero de 2006 fue prestado al equipo Lecce de Italia para el resto de la temporada. Luego regresó a Uruguay y en el 2007 fue transferido al Vihren Sandanski de Bulgaria. Tras su estancia en Bulgaria Cichero regresó a Venezuela y firmó con Deportivo Italia. 
Cichero fue prestado al Red Bull New York de la Major League Soccer en julio del 2008. Luego de jugar una temporada con el Newell's Old Boys de la Primera División de Argentina, fue fichado para el RC Lens de la Ligue 2 de Francia.
En la Copa América de 2011 logra marcar el gol de la victoria a la selección de Chile que clasificaba a la semifinal a la selección de Venezuela.
Durante su estancia con el RC Lens Cichero agredió al directivo del Bastia, Alain Saghir, tras una provocación durante la culminación de un partido. Luego de esto se incorporó al Caracas FC tras rescindir del contrato del RC Lens para disputar el Torneo Clausura venezolano 2012
El 18 de junio de 2012 fue confirmado su fichaje con el Football Club Nantes de la Ligue 2 en la misma página del club. El viernes 17 de mayo de 2013 el Nantes aseguró su ascenso a la Ligue 1 tras vencer al CS Sedan 1-0.
El 11 de agosto de 2020 anunció a través de redes sociales su retiro como futbolista profesional.
En 2022 se incorporó como jugador de la liga privada Kings League, donde participa actualmente en la escuadra Rayo de Barcelona.[cita requerida]
Luego de su paso por Rayo de Barcelona, se incorporó como director técnico del equipo Los Chamos FC en la Kings League México, aunque no obtuvo resultados positivos y dejó el cargo tras algunos meses. Posteriormente, fue seleccionado como Jugador 13 por el equipo Kunisports en la Kings League España, destacando nuevamente con un rendimiento similar al mostrado en las primeras temporadas.

## Selección nacional

### Campeonato Sudamericano Sub-20
| Sudamericano Sub-20 | Sede    | Resultado    | PJ | Goles |
| ------------------- | ------- | ------------ | -- | ----- |
| Sudamericano 2003   | Uruguay | Primera fase | 4  | 0     |

- Vistió la camiseta con el número 18, disputó los 4 partidos todos de titular disputando 360 minutos contra Paraguay, Argentina, Chile y Colombia, recibiendo 2 tarjetas amarillas, quedando de últimos sin poder clasificar a la ronda final.

### Preolímpico Sudamericano Sub-23
| Preolímpico Sub-23 | Sede  | Resultado    | PJ | Goles |
| ------------------ | ----- | ------------ | -- | ----- |
| Preolímpico 2004   | Chile | Primera fase | 2  | 0     |

- Disputó 2 partidos los 2 de suplente contra Paraguay y Uruguay, disputando 106 minutos, recibiendo 1 tarjeta amarilla, quedando de últimos sin poder clasificar a la fase final.

### Copa América 2011
| Copa América      | Sede      | Resultado | Partidos | Goles |
| ----------------- | --------- | --------- | -------- | ----- |
| Copa América 2011 | Argentina | 4° lugar  | 7        | 1     |

### Goles internacionales
| Gol | Fecha                   | Sede                                 | Oponente | Marcador | Resultado | Competencia       |
| --- | ----------------------- | ------------------------------------ | -------- | -------- | --------- | ----------------- |
| 1.  | 30 de abril de 2008     | Alfonso López, Bucaramanga, Colombia | Colombia | 1 – 1    | 5 – 2     | Amistoso          |
| 2.  | 17 de julio de 2011     | Bicentenario, San Juan, Argentina    | Chile    | 2 – 1    | 2 – 1     | Copa América 2011 |
| #.  | 9 de septiembre de 2014 | Nissan Stadium, Yokohama, Japón      | Japón    | 2 – 2    | 3 – 0 CON | Amistoso          |
| 3.  | 27 de marzo de 2015     | Jarrett Park, Bahía Montego, Jamaica | Jamaica  | 0 – 1    | 2 – 1     | Amistoso          |

## Vida privada
Su padre fue Mauro Cichero, defensor ya retirado y quien capitaneó la única selección venezolana de fútbol que asistió a unos juegos olímpicos (Moscú 1980).
Su hermano mayor Alejandro Cichero, se retiró en el año 2015 tras haber jugado fútbol profesional 20 años.

## Palmarés
| Título           | Club    | País      | Año     |
| ---------------- | ------- | --------- | ------- |
| Primera División | Caracas | Venezuela | 2008/09 |
| Copa Venezuela   | Caracas | Venezuela | 2009    |
| Primera División | Caracas | Venezuela | 2009/10 |